# São José do Cedro
São José do Cedro là một đô thị thuộc bang Santa Catarina, Brasil. Đô thị này có diện tích 279,581 km², dân số năm 2007 là 13699 người, mật độ 46 người/km².